# 多楽水道

北方地域周辺における多楽水道の位置

多楽水道（たらくすいどう、ロシア語名:ポロンスキー海峡　(Пролив Полонского)）は歯舞群島の多楽島や海馬島などと同群島の志発島を隔てる幅約11kmの海峡（水道）である。この水道には浅瀬が広がっている。
ロシア語名は、ロシア帝国（当時）出身のアレクサンドル・ポロンスキーに由来する。